# آلوبها
آلوبها (سنسکریت، پالی؛ تبتی Wylie: ma chags pa) یک اصطلاح بودایی است که به عنوان «عدم وابستگی» یا «حرص و طمع نداشتن» ترجمه شده‌است. عدم وابستگی و تمایل به چیزهای دنیوی و وجود دنیوی تعریف شده‌است. باعث می‌شود که فرد دست به کارهای ناپسند نزند.
حرص و طمع نداشتن زمینه را برای گرفتار نشدن در کنش غیر فضیلت‌آمیز فراهم می‌آورد.

## یادداشت
1. 1 2  Guenther (1975), Kindle Locations 536-537.
2. ↑  Kunsang (2004), p. 25.